# World Scientists' Warning to Humanity
Le World Scientists' Warning to Humanity  (litt. Avertissement à l'humanité des scientifiques du monde) est un document en forme de manifeste écrit en 1992 par  Henry W. Kendall  et signé par environ 1 700 chercheurs de premier plan dans leurs domaines. 25 ans plus tard, en novembre 2017, 15 364 chercheurs signèrent le World Scientists' Warning to Humanity: A Second Notice, écrit par William J. Ripple et sept coauteurs, appelant en particulier à la protection des écosystèmes, au contrôle des naissances, à une diminution massive de la consommation de carburants fossiles, de viande, et d'autres ressources, et à une transformation de l'économie pour permettre d'atteindre ces objectifs.

## Première publication
Fin 1992, Henry Way Kendall rédigea le premier de ces avertissements, un document commençant par  « Human beings and the natural world are on a collision course » (Les êtres humains et le monde naturel sont sur une trajectoire de collision). Une majorité de lauréats scientifiques du Prix Nobel et environ 1 700 chercheurs de premier plan dans leurs domaines y apposèrent leur signature.
Le document a souvent été vu comme s'opposant à l'Appel de Heidelberg—lui aussi signé par de nombreux scientifiques au début de 1992—lequel commence en critiquant  « une idéologie irrationnelle s'opposant au progrès scientifique et industriel, et freinant le développement économique et social » ; cet  Appel est souvent cité par les climatosceptiques. Pourtant, l'Appel de Heidelberg ne rejette nullement les analyses des sciences environnementales, demandant seulement que les critiques faites par les mouvements écologistes s'appuient sur la science, et non sur l'idéologie ; il ne propose par ailleurs aucune mesure concrète.
Contrastant avec l'Appel, l'Avertissement contient des recommandations spécifiques, demandant par exemple de remplacer les carburants fossiles par des sources d'énergie renouvelables et non polluantes, d'utiliser les ressources de façon efficiente et de stabiliser la population.

## Nouvelle édition
En  novembre 2017, 15 364 chercheurs signèrent World Scientists' Warning to Humanity: A Second Notice, écrit par l'écologue William J. Ripple et  7 coauteurs, reprenant les analyses et les demandes précédentes avec 25 ans de recul. La Second Notice contient 9 graphiques chronologiques d'indicateurs clés correspondant aux principales inquiétudes mentionnées dans l'avertissement de 1992, et montrant que la plupart des problèmes environnementaux ont continué à s'aggraver, souvent sans même un ralentissement de cette tendance. L'article contient 13 actions spécifiques que l'Humanité pourrait mener en vue d'une transition vers la durabilité.
La Second Notice a eu plus de cosignataires et de soutiens qu'aucun article jamais écrit ; le texte complet a été publié par  BioScience, et peut toujours être signé sur le site du Scientists Warning.

## Avertissement de 2019 et mise à jour de 2021
En novembre 2019, un groupe de plus de 11 000 chercheurs, travaillant dans 153 pays, déclarèrent le changement climatique une « urgence » qui conduirait à des  « souffrances indicibles » si des changements majeurs n'étaient pas entrepris,,.
Cette déclaration souligne que la croissance économique et la croissance démographique « sont parmi les principaux facteurs d'augmentation des émissions de CO2 provenant de la combustion de combustibles fossiles » et que  « nous devons opérer des transformations audacieuses et radicales en ce qui concerne les politiques économiques et démographiques ».
En juillet 2021, une mise à jour de cette déclaration est publiée.